# Mesar
Mesar je priimek več znanih Slovencev:
- Ivan Mesar (1874—1948), založnik, knjigarnar in čebelar
- Janez Mesar (1832—1895), rimskokatoliški duhovnik, gospodarstvenik in politik
- Janez Krstnik Mesar (1673—1723), misijonar
- Jože Mesar (1907—2002), arhitekt, oblikovalec stanovanjske opreme